# Guðný Árnadóttir
Guðný Árnadóttir (4 agosto 2000) è una calciatrice islandese, difensore del Kristianstads DFF, e della nazionale islandese.

## Carriera

### Club
Árnadóttir si appassiona al calcio fin da giovanissima, iniziando l'attività sportiva nella sezione di calcio femminile dell'FH Hafnarfjarðar, società polisportiva dove nel 2015 gioca sia con la formazione riserve che con quella titolare, facendo il suo esordio il 18 maggio, quasi 11 settimane prima del suo 15º compleanno, nella partita di Coppa d'Islanda persa con il HK/Víkingur per 2-1. Undici giorni dopo ha giocato la sua prima partita in 1. deild kvenna, secondo livello del campionato islandese femminile di calcio, totalizzando 10 presenze nel girone B, dove segna anche 2 reti, e 5 nel girone promozione, che è stato completato con successo ottenendo la promozione in Úrvalsdeild kvenna.
Oramai stabile in rosa, nel 2016 ha maturato 16 presenze in campionato su 18 partite, contribuendo a far raggiungere alla sua squadra il sesto posto e la conseguente salvezza. in quella stagione segna anche il suo primo gol in Úrvalsdeild, quello che fissa il risultato nell'incontro del 24 maggio vinto sulle avversarie del KR Reykjavík. La stagione successiva viene impiegata in tutte le 18 partite di campionato, con la squadra che bissa il risultato del 2016, sesto posto e nuova agevole salvezza ma nel 2018 la squadra perde competitività chiudendo ultima in classifica in campionato, con Árnadóttir che matura 15 presenze e condivide con le compagne la retrocessione in 1. deild kvenna.
Nel 2019 si trasferisce al Valur e festeggiando al termine della stagione la conquista del suo primo titolo di campione d'Islanda, l'11º per la società che lo riconquista dopo nove anni, maturando 18 presenze in Úrvalsdeild kvenna 2019. Rimane con il Valur anche la stagione seguente, disputando la sua prima Supercoppa islandese, l'edizione 2020, persa 2-1 con il Selfoss, scendendo in campo 16 volte in campionato e 2 in Coppa d'Islanda.
Al termine della stagione ha l'opportunità di giocare nel suo primo campionato all'estero, sottoscrivendo ai primi di dicembre un accordo con il Milan per giocare nel campionato italiano venendo tuttavia subito ceduta in prestito al Napoli per giocare la seconda parte della stagione 2020-2021 in casacca biancazzurra. Fa il suo debutto con la nuova squadra il 13 dicembre, alla 10ª giornata di Serie A, nell'incontro casalingo perso per 2-1 con il Verona.
Nel luglio 2021 il Milan ha annunciato il ritorno di Árnadóttir e che verrà integrata nella rosa a disposizione del tecnico Maurizio Ganz per la stagione 2021-2022.
Il 13 marzo 2024 viene annunciata la sua cessione al Kristianstads DFF.

### Nazionale
Árnadóttir inizia ad essere convocata dalla Federazione calcistica dell'Islanda (KSÍ) all'età di 15 anni d'età, indossando la maglia della selezione under 17 in occasione dell'edizione 2015 del campionato europeo di categoria, in quell'occasione organizzato dalla Federcalcio islandese, dove fa il suo debutto il 22 giugno, nell'incontro dove la sua nazionale viene sconfitta per 5-0 dalle pari età della Germania. Scende in campo anche nelle altre due partite del gruppo A, entrambe perse con Inghilterra (3-1) e Spagna (2-0), venendo così eliminata dal torneo già alla fase a gironi. Rimane in rosa con la U-17 anche per le successive edizioni di Bielorussia 2016 e Repubblica Ceca 2017, con la sua nazionale incapace a trovare la qualificazione alla fase finale in entrambe le occasioni.
Nel 2016, all'età di 16 anni, arriva la prima convocazione in under 19, in occasione delle qualificazioni all'Europeo di Irlanda del Nord 2017, debuttando il 15 settembre nell'incontro vinto 5-0 sulle Fær Øer, dove va anche a segno per la prima volta con la maglia della nazionale islandese portando il risultato sul parziale di 4-0 poco prima della fine. nella prima fase di qualificazione vincendo con il Kazakistan e perdendo con la Finlandia la squadra, giunta seconda nel gruppo 6, riesce a qualificarsi per la fase élite. Inserita nel gruppo 6 l'Islanda non riesce a esprimere una prestazione sufficiente, chiudendo il girone all'ultimo posto con due sconfitte e un pareggio, risultato che gli preclude l'accesso alla fase finale. Árnadóttir viene poi nuovamente utilizzata nel primo turno di qualificazione per le qualificazioni all'Europeo di Svizzera 2018. Dopo le vittorie al primo turno contro Montenegro e Kosovo e una sconfitta ristretta contro i padroni di casa della Germania, le islandesi si qualificarono per il turno successivo, tuttavia, inserita nel gruppo 1 élite, benché vittoriose con Grecia e Polonia, la sconfitta con la Norvegia impedisce nuovamente alla squadra di accedere alla fase finale.
Nel frattempo, nel gennaio 2018, aveva già fatto la sua prima apparizione con la nazionale maggiore, debuttando come titolare nell'amichevole persa 2-1 con la Norvegia durante uno stage di allenamento a La Manga, venendo sostituita nel secondo tempo. Il commissario tecnico Freyr Alexandersson la inserisce in rosa che per l'Algarve Cup 2018, dove gioca per la prima volta tutti i 90 minuti nella seconda partita del gruppo contro le ex campionesse del mondo del Giappone, giocando da titolare e per tutto il tempo anche nella finalina per il nono posto persa con la Danimarca.
Dopo altre due presenze in amichevoli nel 2018 e nella Pinatar Cup, il 17 settembre 2020 ha fatto la sua prima apparizione in un torneo ufficiale UEFA, in occasione della qualificazione, gruppo F, all'Europeo di Inghilterra 2022, partendo titolare nell'incontro di ritorno giocato in casa e vinto con la Lettonia per 9-0 e venendo sostituita al 56'. In precedenza il nuovo CT Jón Þór Hauksson l'aveva già inserita in rosa per le restanti partite di qualificazione, senza tuttavia essere utilizzata.

## Palmarès

### Club
- Campionato islandese: 1

Valur: 2019
- Campionato islandese femminile di seconda categoria: 1

FH Hafnarfjarðar: 2015